# Niemce (Lublin)
Pour les articles homonymes, voir Niemce.
Niemce (prononciation : [ˈɲɛmt͡sɛ]) est un village polonais de la gmina de Niemce dans le powiat de Lublin de la voïvodie de Lublin dans l'est de la Pologne.
Le village est le siège administratif (chef-lieu) de la gmina appelée gmina de Niemce.
Il se situe à environ 14 kilomètres au nord de Lublin (siège du powiat et capitale de la voïvodie).
Le village comptait approximativement une population de 3 744 habitants en 2013.

## Histoire
De 1975 à 1998, le village est attaché administrativement à l'ancienne Voïvodie de Lublin.

Depuis 1999, il fait partie de la nouvelle voïvodie de Lublin.